# Монтерей (Вірджинія)
Монтерей (англ. Monterey) — місто (англ. town) в США, в окрузі Гайленд штату Вірджинія. Населення — 165 осіб (2020).

## Географія
Монтерей розташований за координатами 38°24′42″ пн. ш. 79°34′51″ зх. д. / 38.41167° пн. ш. 79.58083° зх. д. (38.411559, -79.580883).  За даними Бюро перепису населення США в 2010 році місто мало площу 0,82 км², уся площа — суходіл.

### Клімат
| Клімат : Монтерей                        | Клімат : Монтерей | Клімат : Монтерей | Клімат : Монтерей | Клімат : Монтерей | Клімат : Монтерей | Клімат : Монтерей | Клімат : Монтерей | Клімат : Монтерей | Клімат : Монтерей | Клімат : Монтерей | Клімат : Монтерей | Клімат : Монтерей | Клімат : Монтерей |
| Показник                                 | Січ.              | Лют.              | Бер.              | Квіт.             | Трав.             | Черв.             | Лип.              | Серп.             | Вер.              | Жовт.             | Лист.             | Груд.             | Рік               |
| Середній максимум, °C                    | 3,4               | 6,2               | 10,8              | 16,4              | 21,7              | 25,6              | 27,3              | 26,3              | 22,7              | 17,7              | 11,1              | 6,3               | 16,4              |
| Середній мінімум, °C                     | −7,9              | −5,6              | −2,2              | 2,6               | 7,8               | 12,1              | 14,3              | 13,3              | 9,4               | 4,4               | −0,7              | −4,6              | 3,7               |
| Норма опадів, мм                         | 66                | 78                | 87                | 104               | 113               | 99                | 102               | 94                | 75                | 94                | 106               | 87                | 1104              |
| ---------------------------------------- | ----------------- | ----------------- | ----------------- | ----------------- | ----------------- | ----------------- | ----------------- | ----------------- | ----------------- | ----------------- | ----------------- | ----------------- | ----------------- |
| Джерело: Western Regional Climate Center |                   |                   |                   |                   |                   |                   |                   |                   |                   |                   |                   |                   |                   |

## Демографія
Згідно з переписом 2010 року, у місті мешкало 147 осіб у 79 домогосподарствах у складі 46 родин. Густота населення становила 180 осіб/км².  Було 121 помешкання (148/км²).
Расовий склад населення:
| - 98,6 % — білих - 0,7 % — корінних американців - 0,7 % — чорних або афроамериканців |

До двох чи більше рас належало 0,0 %. Частка іспаномовних становила 0,7 % від усіх жителів.
За віковим діапазоном населення розподілялося таким чином: 14,3 % — особи молодші 18 років, 57,8 % — особи у віці 18—64 років, 27,9 % — особи у віці 65 років та старші. Медіана віку мешканця становила 51,5 року. На 100 осіб жіночої статі у місті припадало 81,5 чоловіків;  на 100 жінок у віці від 18 років та старших — 82,6 чоловіків також старших 18 років.
Середній дохід на одне домашнє господарство  становив 68 713 долари США (медіана — 40 625), а середній дохід на одну сім'ю — 62 174 долари (медіана — 63 125). За межею бідності перебувало 13,5 % осіб, у тому числі 16,1 % дітей у віці до 18 років та 0,0 % осіб у віці 65 років та старших.
Цивільне працевлаштоване населення становило 75 осіб. Основні галузі зайнятості: інформація — 21,3 %, роздрібна торгівля — 16,0 %, мистецтво, розваги та відпочинок — 14,7 %.